# Адріан Кройтору
Адріан Кройтору (нар. 24 лютого 1971, Тудора, Ботошані, Румунія) — румунський дзюдоїст, чемпіон Румунії, чемпіон і призер чемпіонатів Європи, призер чемпіонатів світу, учасник трьох Олімпіад.

## Кар'єра
Адріан Кройтору має зріст 1,83 м. Розпочав змагання у середній вазі, у ваговій категорії до 86 кг, а з 1998 року змагавсяу категорії до 90 кг.
У 1990 році Андріан був третім на Чемпіонаті світу серед юніорів. У 1991 році, після півфінальної поразки від німецького Акселя Лобенштейна, він виграв битву за бронзу у британця Денсінга Уайта на чемпіонаті Європи в Празі. Через півроку він виграв чемпіонат Європи серед юніорів. На чемпіонаті Європи 1992 року в Парижі переміг у півфіналі швейцарця Даніеля Кістлера, у фіналі його обіграв француз Паскаль Тайот. Олімпійські ігри в Барселоні відбулися через два з половиною місяці після чемпіонату Європи. У своєму першому поєдинку Кройтору переміг Джозефа Ванага зі США через 3:22 хвилини, у другому раунді програв Паскалю Тайоту. У раунді сподівань він переміг угорського Каролі Корбеля за рішенням арбітра (Юсей-Гачі), кубинця Андреса Франка Рамоса та швейцарця Даніеля Кістлера. Кройтору також програв битву за бронзу у канадця Ніколя Гілла.
У 1993 році Кройтору виграв перший із дев'яти титулів чемпіонату Румунії. Виграв вісім з них у дивізіоні середньої ваги до 2001 року, а в 1995 році також виграв у відкритому класі. На чемпіонаті Європи 1993 року Кройтору посів п’яте місце після програвання бронзового бою проти голландеця Алекса Смітса. Через п'ять місяців на чемпіонаті світу 1993 року в Гамільтоні він програв Ніколя Гілу у півфіналі. Бій за бронзу Кройторувиграв у українця Руслана Машуренка. У 1994 році Кройору програв росіянину Олегу Мальзеву у півфіналі чемпіонату Європи в Гданську, у бою за бронзу він переміг Мащуренко. На чемпіонаті світу 1995 року Кройтору зайняв сьоме місце. У 1996 році він виграв турнір в Парижі і посів п'яте місце на чемпіонаті Європи в Гаазі. На Олімпійських іграх 1996 року в Атланті Кройтору переміг японця Хідехіко Йошида у своєму першому поєдинку, у Руслана Мащуренка він виграв у 16 турі пенальті. У чвертьфіналі Кройтору переміг у француза Дарселя Яндзі, у півфіналі узбецький спортсмен Армен Багдасаров дійшов до фіналу за класифікацією Юко. Кройтору програв битву за бронзу голландцю Марку Гойзінгу через 2:14 хвилини, ставши п'ятим в Олімпіаді вдруге з 1992 року.
Після двох невдалих років Кройтору повернувся на вершину в 1999 році. На чемпіонаті світу 1999 року в Бірмінгемі він програв перший поєдинок у бразильця Карлоса Онорато. Маючи чотири перемоги в раунді надій, в тому числі проти Руслана Мащуренка, Кройтору домігся боротьби за бронзу, а також виграв у казахського спортсмена Сергія Шакімова. Чемпіонат Європи відбувся у Вроцлаві у травні 2000 року. Кройтору переміг іспанця Фернандо Гонсалеса у 16-му раунді, бельгійця Даана Де Коомана у чвертьфіналі, Ресул Слімова з Азербайджану у півфіналі та Марка Хуізінга у фіналі. На Олімпійських іграх 2000 року в Сіднеї переміг чемпіон Європи Хосе Аугусто Джеральдіно з Домініканської Республіки у своєму першому поєдинку за рішенням судді. У 16 турі Кройтору виграв через 1:45 хвилини у росіянина Дмитра Моросова. У чвертьфіналі він зустрів Марка Хузінга, який отримав невеликий рейтинг. Кройтору програв свій перший поєдинок у раунді сподівань проти Брайана Олсона із США через 2:12 хвилини і зайняв дев'яте місце. Після сезону 2001 року Адріан Кройтору закінчив міжнародну кар’єру як активний гравець.
У підсумку Адріан Кройтору у 1993—2001 роках дев'ять разів ставав чемпіоном Румунії. Чемпіон (2000), срібний (1992) і бронзовий (1991, 1994) призер чемпіонатів Європи. Двічі (у 1993 і 1999 роках) ставав бронзовим призером чемпіонатів світу.
На літніх Олімпійських іграх 1992 роках в Барселоні зайняв п'яте місце. На наступній Олімпіаді в Атланті також став п'ятим. На останній для себе літній Олімпіаді 2000 року в Сіднеї посів дев'яте місце.
Після своєї спортивної кар'єри Адріан Кройтору працював тренером з дзюдо. Він був головним тренером чоловіків Румунії у підготовці до чемпіонату світу 2018 року.

## Нагороди

### Медалі
Чемпіонати світу з дзюдо:
- Бронза, Чемпіонат світу з дзюдо 1993, Гамільтон 1993 до 86 кг
- Бронза, Чемпіонат світу з дзюдо 1999, Бірмінгем 1999 до 90 кг

Чемпіонат Європи з дзюдо:
- Бронза, Чемпіонат Європи з дзюдо 1991, Прага до 86 кг
- Срібло, Чемпіонат Європи з дзюдо 1992, Париж до 86 кг
- Бронза, Чемпіонат Європи з дзюдо 1994, Гданськ до 86 кг
- Золото, Чемпіонат Європи з дзюдо 2000, Вроцлав до 90 кг